# Son Espanyolet
Son Espanyolet es un barrio de la ciudad de Palma de Mallorca, Islas Baleares, España.
Se encuentra delimitado por los barrios de Son Armadams, Son Dureta, Santa Catalina, Son Dameto y Campo de Serralta.
Alcanzaba en el año 2007 la cifra de 7.509 habitantes.
Contaba con una asociación de vecinos, denominada "Sa Mantxeta" www.samantxeta.org, situada en la calle Viñedo n.º 41 Bajos.